# دابل هپینس
دابل هپینس (به انگلیسی: Double_Happiness) یک برند سیگار ایجاد شده در چین است؛ مالک فعلی این برند گروه تنباکوی شانگهای است. این برند در سال ۱۹۰۶ پایه‌گذاری گردید.